# Río Cantavieja
El río Cantavieja (catalán: Cantavella) es un afluente del Bergantes. Nace a unos dos kilómetros de la localidad española de Cantavieja, en la provincia de Teruel. Se une al Bergantes en la localidad  de Forcall, provincia de Castellón.

## Curso

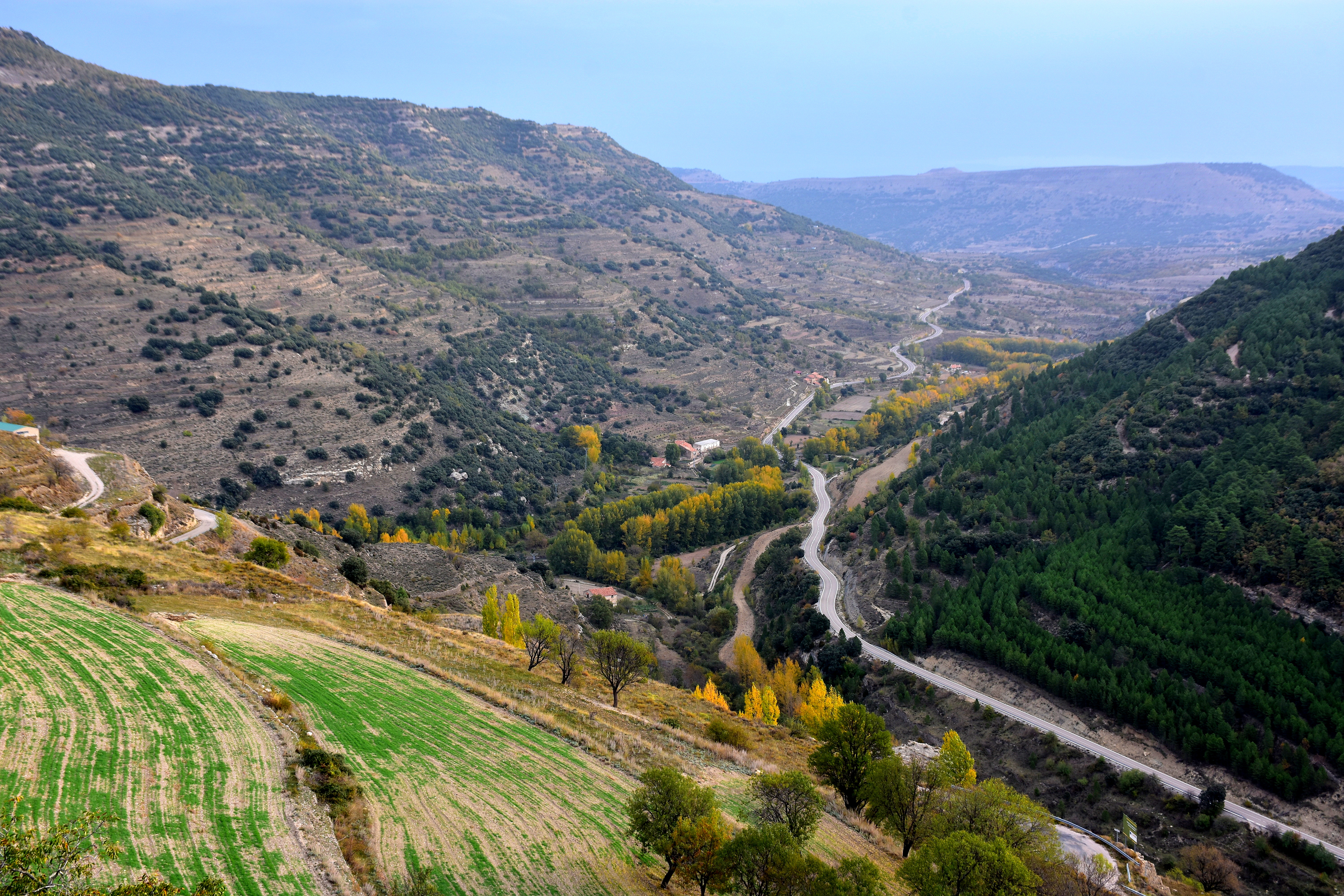
Carretera A-226 y valle del río en otoño desde la localidad homónima

Nace en las proximidades de la sierra de Gúdar y atraviesa la provincia de Teruel y la de Castellón, donde desemboca en el Bergantes. Pasa por las localidades turolenses de Mirambel y La Cuba, y las castellonenses de La Mata, Todolella y Forcall.
No suele llevar grandes caudales de agua, sobre todo en verano, tiempos de sequía. Pero en invierno, las continuas nevadas y el clima montañoso bastante lluvioso hacen que el río lleve agua en invierno y primavera. En otoño también suele llevar agua, ya que los meses de septiembre y octubre suelen ser muy lluviosos.